# Million Reasons
„Million Reasons” este un cântec al interpretei americane Lady Gaga pentru cel de-al cincilea ei album de studio, Joanne (2016). Lansat inițial drept un disc single promoțional, melodia a devenit cel de-al doilea disc single al albumului și a fost pentru prima dată difuzată de posturile de radio la 8 noiembrie 2016. Piesa a fost compusă de Gaga, Hillary Lindsey și Mark Ronson, iar producția a fost realizată de Ronson, Gaga și BloodPop. „Million Reasons” a fost dezvoltat în urma unor conversații între Gaga și Lindsey, titlul cântecului făcând referire la cugetările artistei legate de bărbații din viața ei.
Piesa este un cântec pop cu influențe country. Versurile sale vorbesc despre „suferința și speranța” dintr-o relație și despre credința religioasă a solistei, făcând-o astfel o melodie cu un mesaj pozitiv. Criticii de specialitate au apreciat producția minimalistă a cântecului și versurile acestuia. Din punct de vedere comercial, „Million Reasons” a devenit un șlagăr de top 10 în Elveția, Slovacia, Statele Unite, Ungaria și Venezuela, clasându-se, de asemena, în top 20 în Canada, Italia și Scoția. Cântecul a primit o nominalizare la categoria „Cea mai bună interpretare pop solo” la cea de-a 60-a ediție a premiilor Grammy.
Videoclipul cântecului a fost regizat de Ruth Hogben și Andrea Gelardin, fiind o continuare a poveștii videoclipului din single-ului anterior, „Perfect Illusion”. Acesta o prezintă pe Gaga cântând atât într-un studio alb, cât și într-un deșert, cedând nervos și fiind salvată de către prietenii ei. Pentru a promova melodia, solista a cântat „Million Reasons” la numeroase evenimente, inclusiv la Dive Bar Tour (2016), în timpul unor emisiuni TV, la Victoria's Secret Fashion Show 2016, în timpul spectacolului din pauza meciului de fotbal Super Bowl LI, precum și la ediția din 2017 a festivalului Coachella Valley Music and Arts Festival. Single-ul a servit, de asemenea, drept bis în turneul Joanne World Tour (2017–2018). Versiuni cover ale melodiei au fost înregistrare de către cântăreții Kelsea Ballerni, Bob Weir din trupa Grateful Dead, și Trey Anastasio din formația Phish.

## Informații generale
În urma lansării single-ului „Perfect Illusion” la 9 septembrie 2016, Gaga a anunțat turneul promoțional Dive Bar Tour, care viza câteva baruri din Statele Unite. Cu toate acestea, locurile unde aveau loc concertele au rămas confidențiale, dorindu-se astfel o abordare mai intimă. Premiera campaniei sponsorizate de Bud Light a avut loc la 5 octombrie 2016. Simultan, o transmisie în direct a evenimentului a fost difuzată pe pagina oficială de Facebook a Bud Light. Pe 2 octombrie 2016, numeroase agenții de presă au dezvăluit faptul că în primul spectacol, Lady Gaga va interpreta un cântec nou, „Million Reasons”, pe lângă „Perfect Illusion”.
În timpul concertului, Gaga a spus că ea și Hillary Lindsey stăteau pe canapea și purtau o conversație, cântând, de asemenea, la chitară și pian. Artista își punea întrebări despre bărbații din viața ei, inclusiv tatăl și foștii parteneri, întrebându-se de ce aceștia îi ofereau un milion de motive să îi părăsească, însă tot ceea ce își dorea era un motiv să rămână. Lindsey a fost aleasă de casa de discuri Interscope pentru a colabora cu Lady Gaga la albumul Joanne, datorită experienței pe care a acumulat-o compunând piese country în Nashville. Aaron Bay-Schuck i-a făcut cunoștință solistei cu Lindsey după ce a ascultat materialul propus pentru album. Cele două s-au apropiat cu ajutorul băuturilor, iar Gaga a redat câteva variante demonstrative ale pieselor pe care le-a compus. Lindsey a spus că experiențele personale ale solistei și poveștile ei au rezultat în numeroasele idei pentru melodie. Potrivit acesteia, Gaga a compus piesa utilizând o mașină de scris.
„Million Reasons” a fost lansat spre descărcare digitală la 6 octombrie 2016 pentru cei care precomandau Joanne prin iTunes. Cu toate acestea, în urma creșterii vânzărilor cântecului după apariția artistei la segmentul Carpool Karaoke al emisiunii The Late Late Show with James Corden, „Million Reasons” a fost ales cel de-al doilea disc single extras de pe album. Melodia a fost trimisă spre difuzare radio în Statele Unite la 8 noiembrie 2016.

## Înregistrarea cântecului

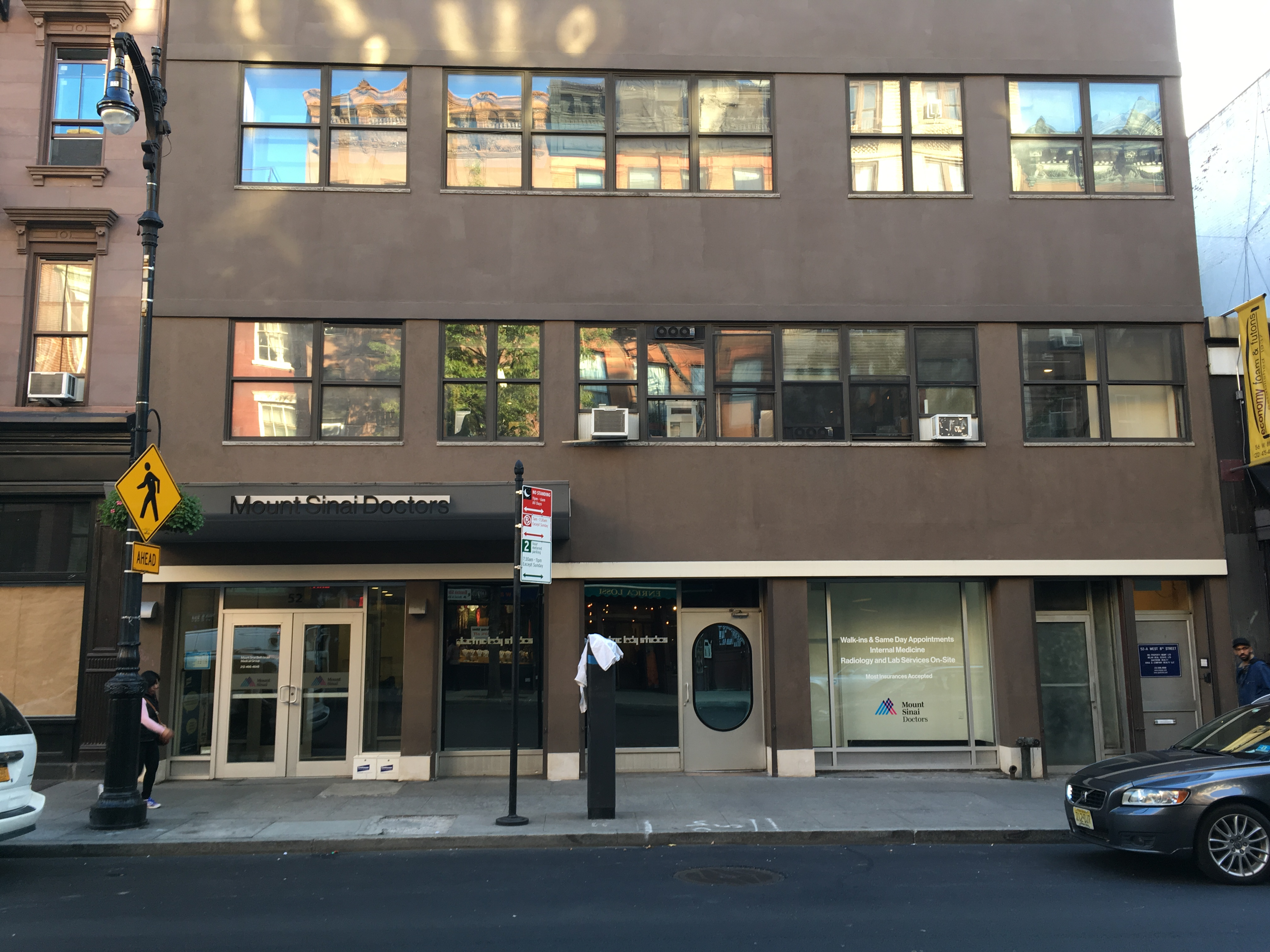
Studiourile Electric Lady, una dintre locațiile în care înregistrarea piesei a avut loc.

Gaga a compus și produs „Million Reasons” împreună cu Mark Ronson, în timp ce Lindsey și BloodPop au contribuit și ei la compunerea și producerea cântecului. Cântecul a fost înregistrat și mixat de către Joshua Blair, Joe Visciano și Brandon Bost la Shangri-La și la studiourile Gypsy Palace în Malibu, California, precum și la studiourile Electric Lady Studios în New York. Masterizarea a fost realizată la studiourile Sterling Sound de Tom Coyne și Randy Merrill. Instrumentația piesei s-a compus din pian (interpretat de Gaga) și chitare (utilizate de Lindsey și Ronson). BloodPop s-a ocupat de instrumentația suplimentară, incluzând claviatură, cadență și aranjarea corzilor.
Potrivit lui Emily Makcay de la revista NME, „Million Reasons” este o „puternică readucere aminte a modului în care Gaga poate trata o baladă simplă”. Patrick Bowman de la website-ul Idolator a descris melodia ca fiind „o baladă liniștită cu influențe country”, în timp ce Stephen L. Betts de la Rolling Stone a numit single-ul un cântec pop cu priză la publicul muzicii country, asemănător cu piesa lui Beyoncé, „Daddy Lessons”. Michael Cragg de la ziarul The Guardian a considerat că „Million Reasons” este o baladă country ce aduce aminte de stilul caracteristic al cântăreței Carrie Underwood. Lyndsey Parker de la Yahoo! Music a spus în glumă că melodia a fost în mod evident compusă de artiști ai muzicii country. În compoziție, vocea cântăreței este stratificată printre „sunetele chitarelor ușoare” și gama variată de instrumente de percuție utilizată. Gaga a spus că piesa este „un cântec country, amestecat cu funk și rock 'n' roll”, declarând totodată că structura a fost una neașteptată, având la bază tonuri hip-hop.
„Million Reasons” este compus în tonalitatea Do major cu un tempo de 64 de bătăi pe minut, acompaniat de pian și chitare. Vocea lui Gaga variază de la nota Sol3 la Mi5. Cântecul urmărește o progresie de Do–La minor–Fa–Sol, iar în refren Fa–Do–La minor–Sol. În timpul celui de-al doilea refren, Gaga fredonează „You're giving me a million reasons to let you go / You're giving me a million reasons to quit the show” (ro.: „Îmi dai un milion de motive să te părăsesc/ Îmi dai un milion de motive să renunț la acest spectacol”). Potrivit lui Nicholas Mojica de la publicația International Business Times, discuția cântecului despre suferință și speranță a garantat faptul că va „rezona cu ascultătorii” înregistrării. Amy Roberts de la revista Bustle a teorizat că, asemănător cu majoritatea melodiilor de pe albumul Joanne, „Million Reasons” a avut o profunzime ascunsă în versuri, considerând că este vorba despre despărțirea solistei de Taylor Kinney. Versul „quit the show” a fost descris de Roberts drept o metaforă legată de sentimentele demoralizatoare pe care Gaga le avea față de viață, cel de-al doilea vers confirmând acest lucru. Atât suferința în dragoste, cât și credința religioasă a artistei, au reprezentat diferitele semnificații ale versurilor. Roberts a concluzionat prin a spune că: „deși cântecul pare a fi plin de tristețe, confuzie și durere, mesajul să principal pare a fi unul pozitiv”.

## Recepția criticilor
Într-o recenzie pentru revista Time, Cady Lang a apreciat natura emoționantă a cântecului descris ca fiind „sfâșietor”. Craig Jenkins de la website-ul Vulture a comparat „Million Reasons” cu piesa lui Beyoncé, „Daddy Lessons”, deoarece ambele „licitează pentru marele teren al radioului country”. Mojica a clasat single-ul pe locul șase pe lista celor mai bune melodii de pe albumul Joanne, acesta lăudând versurile și observând contribuțiile făcute de Lindsey.
Redactorii de la Idolator au ales să facă recenzia piesei „Million Reasons” pentru seria de editoriale «Evaluat & Examinat». Robbie Daw de la publicația menționată anterior a felicitat efortul cântăreței de a crea o versiune country „super-produsă” a single-ului din anul 2011, „You and I”. Rachel Sonis a considerat piesa simplă și simpatică, oferindu-i un punctaj de 8.5 din 10. Cu toate acestea, ambii recenzenți Carl Williott și Mike Wass s-au declarat dezamăgiți de melodie, opinând că: „această perioadă se anunță a fi chiar mai rea decât mi-am imaginat. În final, redactorii au acordat cântecului un scor mediu de 6.1 din 10. În mod asemănător, Bowman de la același website a numit „Million Reasons” „unul dintre cele mai ușor de uitat melodii ale albumului Joanne”. Cu toate că Spencer Kownhaber de la revista The Atlantic a considerat că este un single „bine lucrat”, criticul a fost de părere că Gaga a fost neglijentă cu detaliile cântecului, susținând faptul că artista americană Taylor Swift ar fi putut excela cu aceeași compoziție.
„Million Reasons” a ocupat locul 35 în lista celor mai bune 100 cântece pop ale anului 2016 realizată de revista Billboard, Rena Gross opinând că „interpretarea vocală încorporează în mod perfect tânjirea noastră către imposibil”. Într-un articol intitulat „"With 'Million Reasons,' Is Lady Gaga Bringing Back 'The Vocalist Era'?” (ro.: „Încearcă Lady Gaga să readucă era vocaliștilor cu «Million Reasons»?”), Gary Trust de la aceeași publicație, împreună cu alți programatori radio, au teoretizat faptul că piesa „amintește radioului și fanilor de talentele lui Gaga, dincolo de marca înregistrată a costumelor și personalității excentrice”. Aceștia au fost de părere că natura tradițională a single-ului a fost potrivită pentru a fi redat pe stațiile radio contemporane din Statele Unite. „Million Reasons” a primit o nominalizare la categoria „Cea mai bună interpretare pop solo” la cea de-a 60-a ediție a premiilor Grammy.

## Performanța în clasamentele muzicale
În urma anunțului că „Million Reasons” este primul disc single promoțional de pe albumul Joanne, piesa a apărut în numeroase topuri. În Statele Unite, aceasta a debutat pe locul 76 în clasamentul Billboard Hot 100, fiind a 24-a sa piesă care intră în acest clasament și a doua de pe albumul Joanne. Mai târziu, melodia a ajuns pe locul 57. Ascensiunea a fost sprijinită de cele 15.000 de exemplare digitale vândute în săptămâna respectivă, oferindu-i astfel un debut pe locul 38 în topul Digital Songs. Cântecul a debutat pe locul 38 în clasamentul Mainstream Top 40 la 13 decembrie 2016. În aceeași săptămână, în urma spectacolului lui Gaga de la ediția din 2016 a Victoria's Secret Fashion Show, „Million Reasons” a obținut o nouă poziție maximă în topul Hot 100, locul 52. Clasarea a fost ajutată de 44.000 de copii vândute în mediul digital (cu 144% mai multe în comparație cu săptămâna precedentă), putând astfel să urce de pe locul 34 pe locul șase în clasamentul Digital Songs, devenind cel de-al 16-lea ei single care să ajungă în top 10. Melodia a fost ascultată cu ajutorul serviciilor de streaming de peste 24,4 milioane de ori în Statele Unite.
În urma interpretării din cadrul pauzei meciului de fotbal Super Bowl LI, „Million Reasons” a apărut din nou în clasamentul Hot 100, pe locul patru. Single-ul a egalat recordul stabilit anterior de LL Cool J și Jennifer Lopez cu piesa „Control Myself” drept cea mai înaltă revenire din istoria topului. Clasarea pe locul patru a fost sprijinită de cele 149.000 de exemplare digitale vândute (o creștere de 1.334%, ocupând astfel locul întâi în clasamentul Digital Songs), 7,6 milioane de difuzări streaming și o audiență de 15 milioane de ascultători ai posturilor de radio din Statele Unite. „Million Reasons” a devenit cel de-al paisprezecelea șlagăr de top 10 al cântăreței Lady Gaga în Billboard Hot 100, fiind, de asemenea, cea mai mare poziție a unui single de al ei de la „Applause” (2013). A fost cel de-al cincilea ei single care să ajungă pe locul unu în topul Digital Songs, fiind totodată primul de la „Born This Way” care obține această performanță. „Million Reasons” a debutat pe locul 36 în clasamentul Radio Songs, având o audiență de 32 de milioane de ascultători. Melodia a ajuns ulterior pe poziția sa maximă, locul 24. Cântecul a obținut pozițiile 17 și 5 în topurile Mainstream Top 40 și, respectiv, Adult Top 40. „Million Reasons” a fost primul single al solistei care s-a clasat în top 10 în Adult Top 40 de la „Applause” care a ocupat același loc în anul 2013. Cântecul a primit discul de platină din partea Recording Industry Association of America (RIAA), 1,1 milioane de exemplare digitale fiind vândute până în luna februarie a anului 2018.
Piesa a debutat pe locul 48 în Regatul Unit și a ajuns pe locul 11 în Scoția, ambele clasamente fiind compilate și publicate de Official Charts Company. În urma interpretării lui Gaga de la emisiunea The X Factor, „Million Reasons” a re-intrat în topul UK Singles Chart pe locul 60, vânzând 10.396 de copii. În următoarea săptămână, single-ul a urcat în clasament, fiind sprijinit de videoclipul muzical și de spectacolul de la Alan Carr. Cântecul a urcat de pe locul 60 pe locul 39, vânzând 15.943 de unități echivalente. „Million Reasons” a devenit astfel cel de-al 18-lea single de top 40 al artistei în Regatul Unit. La 8 octombrie 2016, cântecul a debutat pe locul 107 în Franța, potrivit SNEP. Săptămâna următoare, acesta a urcat către locul 29, având cea mai mare ascensiune a săptămânii, urcând un total de 76 de poziții. În alte zone, single-ul a ocupat locurile 34 și șapte în clasamentele din Australia și, respectiv, Elveția.

## Videoclipul

### Informații generale și rezumat
Un videoclip pentru piesa „Million Reasons” a fost regizat de Ruth Hogben și Andrea Gelardin, cei cu care Gaga a colaborat anterior pentru videoclipul single-ului „Perfect Illusion”. Cântăreața a anunțat că videoclipul pentru „Million Reasons” va fi o continuare a celui pentru „Perfect Illusion”. Lansarea clipului a avut loc la 14 decembrie 2016 pe canalul MTV, urmat de o lansare la nivel mondial pe Vevo. Videoclipul începe cu scena cântăreața din finalul videoclipului „Perfect Illusion”, în care cântăreața stătea întinsă pe solul deșertic, la asfințitul soarelui, în timp ce SUV-uri negre se apropie de ea din depărtare. Echipa artistei coboară din mașină și o duc pe această pe un platou de filmare, acolo unde va cânta „Million Reasons”. Pe măsură ce se pregătește, Gaga observă pe biroul ei o cutie mică cu o fundă în vârf. Videoclipul prezintă ulterior cadre cu artista cântând la chitară într-un studio alb, intercalate de scene în care aceasta este salvată din deșert de prietenii ei și izbucnind în lacrimi. În final, solista deschide cutia în care se află un rozariu, alături de un bilețel pe care scrie „Love you, sis” (ro.: „Te iubesc, surioară”).

### Recepție și analiză
Ian David Monroe de la revista V a considerat că videoclipul este „în contrast puternic” cu cel pentru „Perfect Illusion”. Redactorul a observat faptul că acesta nu prezintă o „poveste de dragoste tradițională”, accentul căzând asupra echipei cântăreței. Monroe a teoretizat faptul că, alături de scrisoarea deschisă a solistei în care aceasta dezvăluie faptul că suferă de sindromul de stres post-traumatic (PSTD), tema continuității dintre cele două clipuri avea sens. Însoțit de scrisoare, videoclipul înfățișează în mare modul în care Gaga a fost tratată la începutul carierei, fiind forțată să concerteze în turneu având o durere la șold (descris prin dansul din „Perfect Illusion”), iar în final, în clipul melodiei „Million Reasons”, echipa artistei o ajută să se vindece și să creeze albumul Joanne. Într-o recenzie pentru revista Spin, Brian Joseph a opinat că modul în care videoclipul o prezintă pe Gaga este „transparent din punct de vedere emoțional”, adăugând că acesta a fost în conformitate cu temele „vulnerabile din punct de vedere emoțional” ce parcurg albumul Joanne”. Julianne Shepherd de la website-ul Jezebel a comparat înfățișarea lui Gaga din clip cu cea a cântăreței Stevie Nicks, având „un joc dramatic al miturilor rock-and-roll, afișând imagini ale pregătirii de zi cu zi pentru turneu, atașate unui cântec despre singurătate și izolare, viața pe drumuri distrugându-i pe practicanți”.
Evan Rozz Katz de la Mic a descris videoclipul ca fiind „o călătorie foarte spirituală”, asemănătoare cu cea din alte clipuri ale cântăreței. Justin Harp de la website-ul Digital Spy a considerat videoclipul „uimitor” și „pătrunzător”, adăugând faptul că „scoate în evidența tema pierderii și a răscumpărării” prezentată în cântec.' Într-o recenzie pentru revista Bustle, Shannon Carlin a fost de părere că „emoționantul” videoclip „va face fanii și non-fanii să o privească cu alți ochi [pe Gaga]”. Carlin l-a comparat cu clipul Christinei Aguilera pentru single-ul din anul 2002, „Beautiful”, care a surprins, de asemenea, cadre emoționante și încurajatoare. Redactorul a concluzionat prin a spune că „Asemănător Aguilerei, Gaga îți oferă o apreciere a cine este ea cu adevărat, lăsând deoparte tot fastul și circumstanțele primilor ei ani de carieră, oferindu-le fanilor ceva brut și natural”.

## Interpretări live
„Million Reasons” a fost cântat live pentru prima oară în timpul turneului Dive Bar, la 5 octombrie 2016. Interpretarea a avut loc într-un bar din Nashville, Gaga fiind însoțită de Hillary Lindsey pe scenă. Spectacolul artistei  a fost „sincer și din toată inima” în opinia lui Brittany Spanos de la publicația Rolling Stone. Pentru interpretarea piesei „Million Reasons” din cadrul emisiunii Saturday Night Live de la 22 octombrie 2016, Gaga a cântat o versiune lentă, stând la pian și având acompaniamentul vocal asigurat de Lindsey. Într-o recenzie pentru revista Paste, Chris White a numit-o pe Gaga „o cântăreață și vocalistă incredibilă” în urma spectacolului, adăugând faptul că solista „înțelege scenografia muzicii live [de pe scena emisiunii SNL]”. Versiunea interpretării în care apare doar vocea cântăreței a fost, de asemenea, lăudată de către critici pentru îndemânarea vocală. În următoarea săptămână, artista a călătorit în Japonia pentru a promova albumul Joanne, cântând la emisiunea SMAP×SMAP piesa „Million Reasons”. Pentru spectacol, Gaga a cântat la pian, stând într-o floare de lotus uriașă.

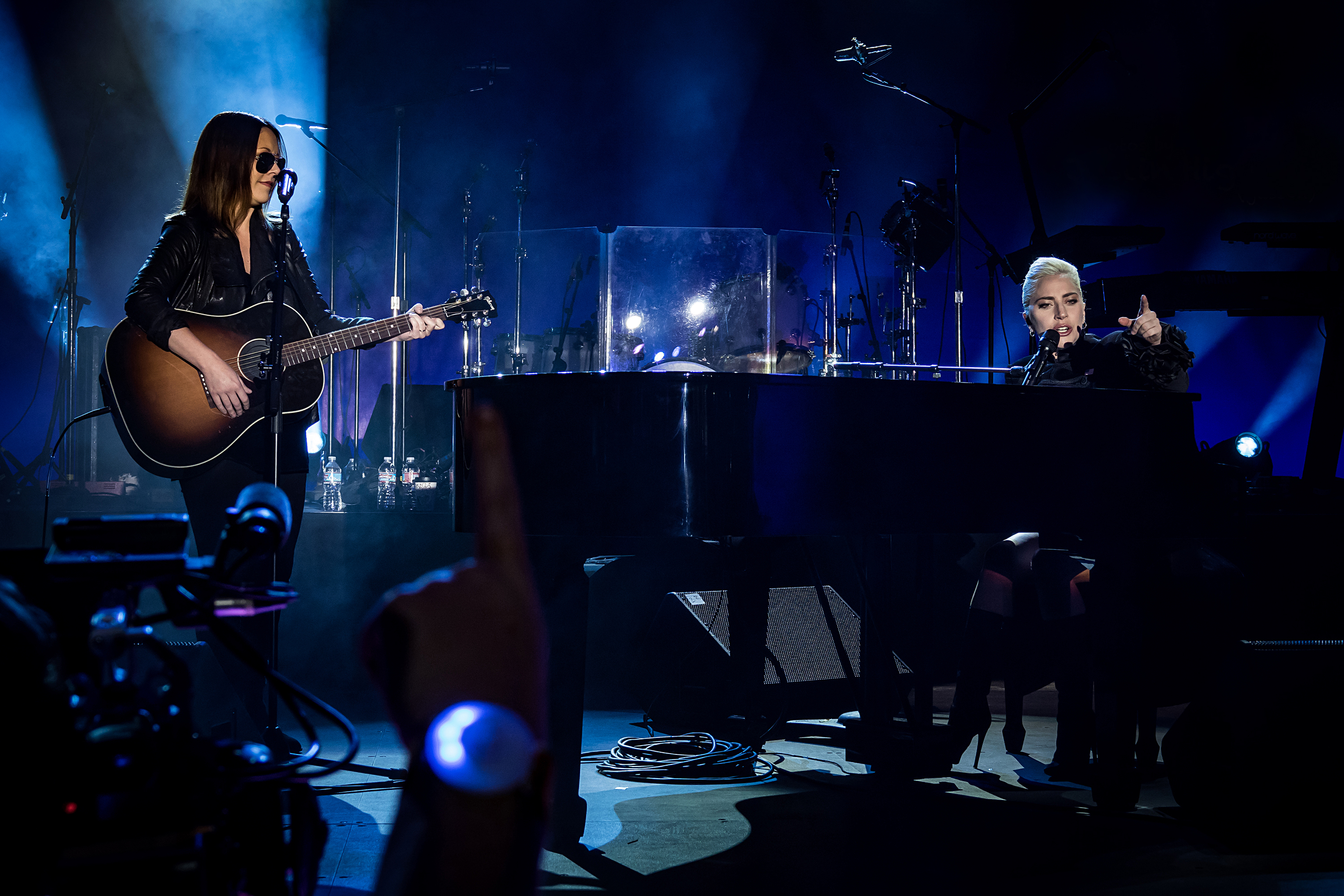
Lady Gaga cântând „Million Reasons” la concertul Airbnb din 2016, acompaniată de Lindsey pe scenă.

La ediția din 2016 a premiilor American Music Awards, solista a cântat „Million Reasons” la chitară, într-un decor asemănător cu un loc de tabără. Spectacolul a avut parte de laude unanime, Hilton Dresden de la revista Out descriind momentul ca fiind „o interpretare ce îți înmoaie inima”. Într-o recenzie pentru ziarul The Huffington Post, Cole Delbyck a opinat că interpretarea a fost „emoționantă” și „sensibilă”. Revista Billboard a clasat spectacolul pe locul trei în lista celor mai bune interpretări ale serii, fiind de părere că a fost „răsunător”. Câteva zile mai târziu, Gaga a vizitat centrul comunitar LGBT Ali Forney, cântând o versiune acustică a piesei stând deasupra unui pian și purtând un tricou ce afișa mesajul „Be Brave” (ro.: „Fi curajos”). Următoarea interpretare a avut loc la ediția din 2016 a spectacolului de modă Victoria's Secret Fashion Show, în Paris. Înainte de spectacolul propriu-zis, Gaga a cântat melodia în culise, alături de fotomodele. Pentru interpretare, artista a purtat o rochie neagră, acoperită de trandafiri roșii, un guler lung, și mâneci lungi. Potrivit Bethei Holt de la ziarul The Daily Telegraph, înfățișarea lui Gaga a fost în opoziție cu fotomodelele îmbrăcate sumar ce treceau pe lângă ea, făcând cu mâna audienței. Delbyck a scris pentru The Huffington Post că vocea solistei a fost „pe dinafară” în timpul spectacolului, observând, de asemenea, interacțiunea „ciudată” cu fotomodele. Acesta a mai adăugat că selecția de cântece de pe albumul Joanne nu a fost potrivită pentru spectacolul de modă. Mai târziu în același an, Gaga a făcut o apariție surpriză la concertul Airbnb, cântând „Million Reasons” alături de Lindsey. Artista a apărut la secțiunea Carpool Karaoke a emisiunii The Late Late Show with James Corden, iar „Million Reasons” a fost ultima melodie pe care aceasta a cântat-o în mașină.

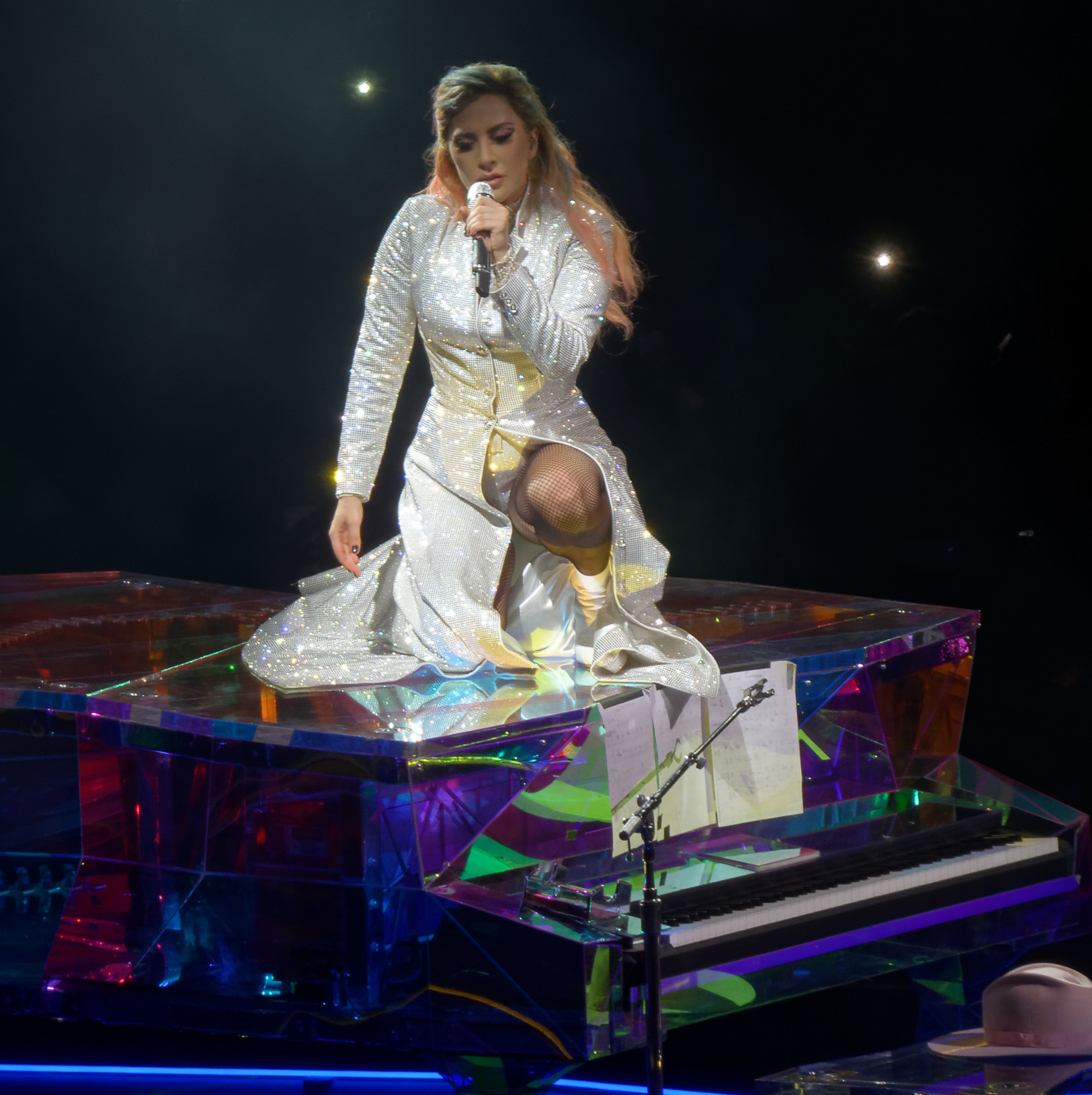
Lady Gaga interpretând „Million Reasons” deasupra unui pian în timpul turneului Joanne World Tour (2017).

Promovarea albumului Joanne în Regatul Unit a început cu o apariție surpriză la un spectacol organizat de centrul comercial Westfield din Shepherd's Bush. Aici, Gaga a cântat „Million Reasons” la pian. La 4 decembrie 2016, cântăreața a apărut la semi-finala celui de-al 13-lea sezon al emisiunii The X Factor, la studiourile Fountain din Wembley Park. Solista a ieșit dintr-un nor de fum, cântând ulterior piesa pe măsură ce și-a aruncat pălăria către public și și-a dat jos jacheta din piele. Două zile mai târziu, artista a interpretat „Million Reasons” la ediția din 2016 a emisiunii caritabile Royal Variety Performance, precum și la emisiunea Alan Carr's Happy Hour.
La 5 februarie 2017, Gaga a cântat în pauza meciului de fotbal Super Bowl LI, iar „Million Reasons” a fost inclus în lista de cântece. Pentru interpretare, solista a stat la pian, interacționând cu publicul și cântând piesa. Spre final, Gaga a coborât scările către public, îmbrățișând în cele din urmă o femeie. În opinia lui Tracy Gilchrist de la ziarul The Advocate, versurile cântate de artistă ar putea face referire la mediul politic din Statele Unite, în urma alegerii lui Donald Trump. În timpul festivalului Coachella din 2017, Gaga a cântat versiunea remixată de Andrelli a piesei „Million Reasons”. Cântecul a fost bis în turneul Joanne World Tour (2017–2018). Pentru interpretare, solista a purtat pălăria roz din coperta albumului Joanne, un palton sclipitor și pantofi Giuseppe Zanotti. Spectacolul începe la pian, iar acesta se încheie ulterior cu Gaga, stând deasupra acestuia.
În octombrie 2017, cântăreața a făcut o apariție surpriză la concertul caritabil One America Appeal din Texas, alăturându-se celor cinci foști președinți ai Statelor Unite să strângă bani pentru persoanele afectate de catastrofele uraganului. Gaga a interpretat trei cântece—„Million Reasons”, „You and I”, și „The Edge of Glory”. La cea de-a 60-a ediție a premiilor Grammy, artista a cântat „Million Reasons” și „Joanne”. Aceasta a purtat o robă din mătase roz, mâneci melodramatice, și cercei de culoarea piersicii. Cântăreața a interpretat la un pian uriaș, acoperit cu aripi de înger, fiind acompaniată, de asemenea, de Ronson pe scenă, acesta cântând la chitară. Spectacolul a început cu piesa „Joanne”, iar după un mic discurs de apreciere pentru mișcarea Time's Up, acesta a continuat cu „Million Reasons”, Gaga ridicându-se de la pian pentru a cânta single-ul stând în picioare. Interpretarea s-a încheiat cu artista, stând culcată pe instrumentul muzical.

## Versiuni cover
Cântăreața de muzică country Kelsea Ballerini a înregistrat propria ei versiune a piesei „Million Reasons”, încărcând-o pe contul ei de Instagram, alături de descrierea: „Sunt copleșită de această nouă Gaga și, ca de obicei, mă înclin pentru Hillary Lindsey și cele mai bune cântece compuse de ea”. Isis Briones de la revista Vogue a lăudat versiunea cover, spunând că: „[Ballerini] a dezbrăcat melodia cu totul, având doar o chitară în mână, și o interpretare incredibil de impresionantă în doar câteva secunde. Nu doar că te face să revizualizezi videoclipul, însă vocea ei te va face să vezi într-o lumină cu totul nouă”. Christian Cuevas, concurent al emisiunii The Voice, a cântat o versiune cover în timpul celui de-al unsprezecelea sezon al emisiunii. Spectacolul a fost apreciat de către jurați, aceștia lăudând „momentul incredibil” realizat de Cuevas. Gaga și-a arătat aprecierea pentru abilitățile vocale ale concurentului prin intermediul unei postări pe contul de Twitter.
O versiune cover colaborativă a piesei a fost interpretată de cântăreții Bob Weir din trupa Grateful Dead și Trey Anastasio din formația Phish, în timpul festivalului Wanee Music din Florida. Cei doi au cântat melodia la chitare acustice. Ryan Reed de la publicația Rolling Stone a descris cover-ul ca fiind „un unghi alternativ satisfăcător al baladei de pe album lui Gaga”. Drept act de deschidere în turneul lui Katy Perry, Witness: The Tour (2017–2018), cântăreața Noah Cyrus a cântat „Million Reasons” în timpul primului concert, în Montreal, Canada.

## Ordinea pieselor și formate
- Descărcare digitală – remixuri[93][94]

1. "Million Reasons" (KVR remix) – 3:27
2. "Million Reasons" (Andrelli remix) – 4:00

## Acreditări și personal
Acreditări adaptate de pe broșura albumului Joanne.
Management
- Stefani Germanotta P/K/A Lady Gaga (BMI) Sony ATV Songs LLC / House of Gaga Publishing, LLC/ BIRB Music (ASCAP)
- Toate drepturile gestionate de BMG Rights Management LLC / Songs of Zella (BMI)
- Înregistrat la Shangri-La Studios, Gypsy Palace Studios (Malibu, California), Electric Lady Studios (New York)
- Masterizat la Sterling Sound Studios (New York)

Personal
- Lady Gaga – textier, voce, producător, pian
- Hillary Lindsey – textier, voce suplimentară, chitară
- Mark Ronson – textier, producător, chitară, bas
- BloodPop – producător, claviatură, ritm, aranjarea coardelor
- Joshua Blair – înregistrare
- Joe Visciano – înregistrare, mixare
- Brandon Bost – înregistrare, mixare
- Tom Elmhirst – mixare
- Tom Coyne – masterizare
- Randy Merrill – masterizare
- David "Squirrel" Covell – asistent înregistrare
- Barry McCreedy – asistent înregistrare

## Prezența în clasamente
| Țară (clasament 2016–2017)                          | Poziția maximă | Referință |
| --------------------------------------------------- | -------------- | --------- |
| Australia (ARIA)                                    | 34             | [ 48 ]    |
| Austria (Ö3 Austria Top 40)                         | 52             | [ 95 ]    |
| Belgia (Ultratop 50 Flandra)                        | 14             | [ 96 ]    |
| Belgia (Ultratop 50 Valonia)                        | 32             | [ 97 ]    |
| Canada (Canadian Hot 100)                           | 16             | [ 98 ]    |
| Canada (AC)                                         | 27             | [ 99 ]    |
| Canada (CHR/Top40)                                  | 37             | [ 100 ]   |
| Canada (Hot AC)                                     | 25             | [ 101 ]   |
| Cehia (Singles Digitál Top 100)                     | 48             | [ 102 ]   |
| Europa (Euro Digital Songs)                         | 12             | [ 103 ]   |
| Elveția (Schweizer Hitparade)                       | 7              | [ 49 ]    |
| Franța (SNEP)                                       | 29             | [ 47 ]    |
| Germania (Official German Charts)                   | 85             | [ 104 ]   |
| Irlanda (Irish Singles Chart)                       | 58             | [ 105 ]   |
| Italia (FIMI)                                       | 12             | [ 106 ]   |
| Noua Zeelandă (RMNZ)                                | 42             | [ 107 ]   |
| Portugalia (AFP)                                    | 53             | [ 108 ]   |
| Regatul Unit (UK Singles Chart)                     | 39             | [ 44 ]    |
| Scoția (OCC)                                        | 11             | [ 43 ]    |
| Slovacia (Rádio Top 100)                            | 8              | [ 109 ]   |
| Slovacia (Singles Digitál Top 100)                  | 9              | [ 109 ]   |
| Spania (PROMUSICAE)                                 | 16             | [ 110 ]   |
| Suedia (Sverigetopplistan)                          | 71             | [ 111 ]   |
| Statele Unite ale Americii (Billboard Hot 100)      | 4              | [ 112 ]   |
| Statele Unite ale Americii (Adult Contemporary)     | 14             | [ 113 ]   |
| Statele Unite ale Americii (Adult Top 40)           | 5              | [ 40 ]    |
| Statele Unite ale Americii (Dance Club Songs)       | 33             | [ 114 ]   |
| Statele Unite ale Americii (Dance/Mix Show Airplay) | 40             | [ 115 ]   |
| Statele Unite ale Americii (Mainstream Top 40)      | 17             | [ 39 ]    |
| Ungaria (Single Top 40)                             | 10             | [ 116 ]   |
| Venezuela (Record Report)                           | 5              | [ 117 ]   |

| Țară (clasament 2017)                            | Poziția maximă | Referință |
| ------------------------------------------------ | -------------- | --------- |
| Elveția (Schweizer Hitparade)                    | 59             | [ 118 ]   |
| Italia (FIMI)                                    | 70             | [ 119 ]   |
| Statele Unite ale Americii (Adult Contemporary)  | 29             | [ 120 ]   |
| Statele Unite ale Americii (Adult Top 40)        | 28             | [ 121 ]   |
| Statele Unite ale Americii (Digital Songs Sales) | 33             | [ 122 ]   |

## Certificări
| \| Țara \| Vânzări/ puncte \| Certificare \| Referințe \| \| --------------------------------- \| --------------- \| ----------- \| --------- \| \| Australia (ARIA) \| +70.000 \| \| [123] \| \| Brazilia (Pro-Música Brasil) \| +30.000 \| \| [124] \| \| Canada (Music Canada) \| +40.000 \| \| [125] \| \| Franța (SNEP) \| +60.000 \| \| [126] \| \| Italia (FIMI) \| +100.000 \| \| [127] \| \| Regatul Unit (BPI) \| +200.000 \| \| [128] \| \| Statele Unite ale Americii (RIAA) \| +1.100.000 \| \| [41][129] \| | Note - reprezintă „disc de platină”; - reprezintă „disc de aur”; - reprezintă „dublu disc de platină”; - reprezintă „disc de argint”. |             |                |
| Țara | Vânzări/ puncte | Certificare | Referințe      |
| Australia (ARIA) | +70.000 |             | [ 123 ]        |
| Brazilia (Pro-Música Brasil) | +30.000 |             | [ 124 ]        |
| Canada (Music Canada) | +40.000 |             | [ 125 ]        |
| Franța (SNEP) | +60.000 |             | [ 126 ]        |
| Italia (FIMI) | +100.000 |             | [ 127 ]        |
| Regatul Unit (BPI) | +200.000 |             | [ 128 ]        |
| Statele Unite ale Americii (RIAA) | +1.100.000 |             | [ 41 ] [ 129 ] |

## Datele lansărilor
| Țară                       | Dată              | Format                                        | Casă de discuri      | Ref.    |
| -------------------------- | ----------------- | --------------------------------------------- | -------------------- | ------- |
| În întreaga lume           | 5 octombrie 2016  | Descărcare digitală (disc single promoțional) | Interscope Universal | [ 130 ] |
| Statele Unite ale Americii | 8 noiembrie 2016  | Difuzare radio                                | Interscope Universal | [ 11 ]  |
| Italia                     | 25 noiembrie 2016 | Difuzare radio                                | Interscope Universal | [ 131 ] |
| În întreaga lume           | 17 februarie 2017 | Descărcare digitală – KVR remix               | Interscope Universal | [ 93 ]  |
| În întreaga lume           | 17 martie 2017    | Descărcare digitală – Andrelli remix          | Interscope Universal | [ 94 ]  |